# Macrobiotus caelicola
Macrobiotus caelicola är en djurart som tillhör fylumet trögkrypare, och som beskrevs av Kathman 1990. Macrobiotus caelicola ingår i släktet Macrobiotus och familjen Macrobiotidae. Inga underarter finns listade i Catalogue of Life.